# Kate Anderson-Richardson
Kate Anderson-Richardson, född 5 november 1973, är en australisk friidrottare. Han deltog vid olympiska sommarspelen 1996 och olympiska sommarspelen 2000.